# Звіроловна яма

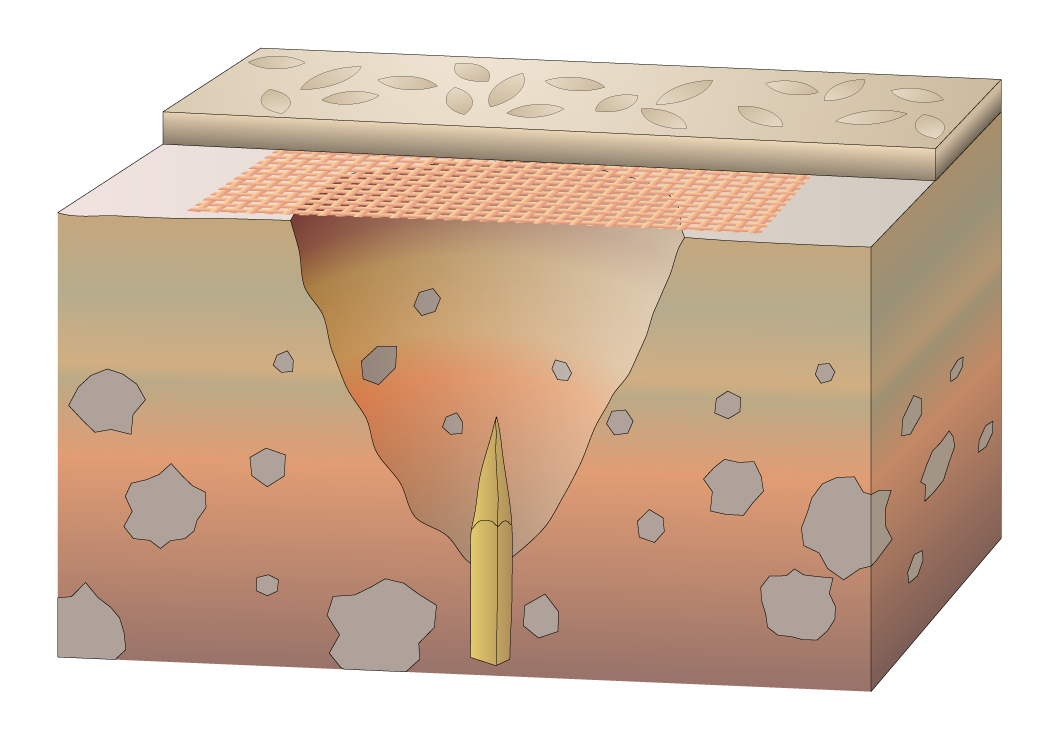
Схематичний приклад звіроловної ями

Звіроловна яма (також вовча яма) — пастка для добування диких тварин.
Вовчі ями — поглиблення в землі у вигляді зрізаних конусів глибиною в зріст людини (1,75 м), діаметром по дну 0,5–0,7 метра, із вбитими в дно короткими, загостреними вгорі колами, розташованими в шаховому порядку у 4–5 рядів. Зверху вовча яма маскувалася.

## Історія
Звіроловна яма використовується як пастка для добування диких тварин, переважно копитних тварин, а також ведмедів, вовків, росомах, лисиць, песців та інших.
Значно рідше ловлять ямами птахів: глухарів, рябчиків, фазанів, турачів. Ями вириваються довгастої форми, за розміром тварини, з прямовисними, забраними жердинами боками, і розміщуються у воротах особливих огорож, а також на стежках і взагалі в найбільш відвідуваних тваринами місцях. Зверху ями накриваються паличками, поверх яких насипається дерен, листя, мох та інше. Ловля заснована на тому, що тварина, не помічаючи закритої ями, провалюється в неї і не може звідти вибратися. Іноді всередині ями вривається загострений кілок, на який звір, при падінні, напореться. Рани від таких кілків можуть бути смертельними.
При застосуванні вовчих ям на полюванні зазвичай ставиться умовний знак (мітка, визначений у даній місцевості знак, ганчірка певного кольору або інші), щоб уникнути загибелі людей.

## Військова справа
Вовчі ями — одне з найдавніших загороджень, перешкод. Римляни їх застосовували при зміцненні своїх польових таборів. Описуються Юлієм Цезарем у своїй сьомій книзі «Коментарі про галльську війну». Цезар називає вовчу яму «лілією», за схожість з квіткою.
Масово використовувалися в битві при Бородіно.[джерело?]
Застосовувалися в позиційних боях Першої світової війни.
Під час війни у В'єтнамі вовчі ями часто використовувалися місцевими партизанами проти американських військ. На дні вовчих ям встановлювали кілки з бамбука, вістря змащували фекаліями або гниючими залишками трупів тварин для зараження жертв інфекцією. За статистичними даними, втрати особового складу американських солдатів від протипіхотних мін становили від 11 до 15 % поранених, а від вовчих ям — близько 2 %.